# Arkadi Belinkov
Arkadi Belinkov (en russe : Аркадий Белинков) (29 septembre 1921-14 mai 1970) est un prosateur, romancier et critique littéraire russe. il est l'auteur d'essais dans le domaine littéraire et notamment sur les écrivains Iouri Tynianov et Iouri Olecha.

## Biographie
Arkadi Belinkov naît à Moscou le 29 septembre 1921 dans la famille d'un économiste, collaborateur au Gosplan d'URSS et directeur de la comptabilité centrale du Commissariat à l'industrie de la RSFSR, Victor Lazarevitch Belinkov (1901—1980) et d'une pédagogue, collaboratrice scientifique au centre du livre pour enfant Mariam Haoumovna Belinkova (nom de jeune fille : Hambourg) (1900-1971), originaire de Gomel,,.
Du fait d'une maladie cardiaque congénitale, Arkadi Belinkov s'est formé chez lui sans pouvoir fréquenter l'école. Plus tard, toutefois, il suivra les cours de l'Institut de littérature Maxime-Gorki, avec notamment comme professeur Victor Chklovski, à l'Université d'État de Moscou.
Pendant la Seconde Guerre mondiale, il est quelque temps reporter pour l'agence Tass, puis, après la guerre, il entre au sein d'une commission chargée d'enquêter sur les destructions causées par les troupes allemandes aux monuments historiques en Russie.
C'est à cette époque qu'il écrit son roman Ébauche des sentiments, qui est lu au sein d'un cercle de connaissances. L'héroïne du roman, c'est la Littérature, personnifiée par l'image de Marianne (c'est le nom de la jeune-fille dont Belinkov était amoureux). Le personnage principal s'appelle Arkadi (comme l'auteur) et se promène avec la Littérature dans un Moscou pluvieux, pareil à Pygmalion avec Galatée. Le prototype du personnage principal c'est une compagne de cours de Belinkov, M. Ts. Ryss, future épouse du mathématicien Boris Chabat.
Le 29 janvier 1944, Belinkov est arrêté pour activités littéraires anti-soviétiques. Selon Belinkov lui-même, après une longue enquête, il est condamné à être fusillé et c'est seulement grâce à l'intervention influente d'Alexis Nikolaïevitch Tolstoï et de Victor Chklovski que la peine de mort est commuée en peine de camp à terme déterminé. Selon les archives soviétiques, le 5 août 1944, il est condamné en vertu de l'article 58 alinéa 10. 2. (agitation anti-soviétique en période de guerre) par le Conseil spécial du NKVD, à 8 années de camp de travail pénitentiaire. Il est envoyé à Karlag, où on lui confie la direction du cercle dramatique des zeks,,. Durant sa détention au camp, il écrit trois ouvrages : Élégie Alepaulskaïa, Roman Antifasciste, Roman Utopique, pour lesquels le 25 mai 1951 il est arrêté sur dénonciation (Alexandre Soljenitsyne dans L'Archipel du Goulag révèle le nom du supposé mouchard : Kermaïer) dans le camp de Karlag dans le village de Samarka dans l'Oblys de Karaganda au Kazakhstan et, le 28 août 1951, il est condamné à 25 ans de camp par le tribunal militaire du Kazakhstan en vertu de l'article 58 alinéa 8 (terrorisme) et 58 alinéa 10 (propagande antisoviétique). Pour la première condamnation, il sera réhabilité le 5 juillet 1963 par le tribunal civil de Moscou, tandis que pour la seconde condamnation, il ne sera réhabilité que le 3 novembre 1989 par la Cour suprême du Kazakhstan, soit 38 ans plus tard,.
À l'automne 1956, Belinkov est toutefois amnistié, peut obtenir un diplôme de l'enseignement supérieur et enseigner quelque temps à l'Institut de littérature, puis il s'occupe de critique littéraire, et notamment de rédiger de nombreux articles pour l'Encyclopédie littéraire abrégée, parmi lesquels celui sur Alexandre Blok. Wolfgang Kasack remarque ce don de Belinkov pour l'allégorie qui lui permet de transformer le passé en modernité. En 1968, dans la revue Baïkal, paraissent (avec une préface de Korneï Tchoukovski) des chapitres du livre de Belinkov sur Iouri Olecha et sur le roman de ce dernier L'Envie. Cette publication est stigmatisée sur le plan idéologique dans la revue Literatournaïa gazeta, ce qui conduit à la réorganisation du Comité de rédaction de la revue.
La même année 1968, Belinkov profite d'un voyage en Hongrie pour s'enfuir avec son épouse Natalia en Occident en passant par la Yougoslavie. Il s'installe aux États-Unis et enseigne dans plusieurs universités. Il prévient l'Union des écrivains d'URSS quant à ses choix d'émigration et rejoint le PEN club. Comme l'écrit Omri Ronen (ru) :

« Belinkov a utilisé la littérature comme une arme de propagande politique. Il connaissait une passion : la politique. La poésie apolitique n'était dans son système que le résultat de ce qu'il était interdit à Pouchkine d'écrire des poèmes politiques. Mais il est arrivé en Amérique pendant des émeutes universitaires. On attendait de lui des cours sur l'histoire et la théorie de la littérature. Mais il a parlé des camps  et d'autres abominations en Union soviétique à l'encontre des écrivains. Cela n'a pas plu aux étudiants. Le 1er mai 1970, il m'a appelé au téléphone à Cambridge. À New Haven, sous ses fenêtres, des milliers de manifestants arboraient des drapeaux rouges. Je l'ai rassuré en lui disant que tout cela passerait d'ici la prochaine rentrée (et c'est ce qui s'est passé). Il ne me croyait pas et surtout, il était bouleversé par le fait que le communisme l'avait chassé et que là c'était lui qui espérait y trouver refuge. Son cœur fragilisé par la maladie n'a pas pu supporter cela. Douze jours plus tard, il est mort »

.
En janvier 1970, lors de la conférence de Londres sur la censure en URSS, une résolution a été adoptée de créer une nouvelle revue périodique Nouvelle cloche, destinée à « exprimer le point de vue des nouveaux émigrants d'Union Soviétique à propos des évènements politiques dans la société ». Arkadi a été choisi comme rédacteur en chef de cette nouvelle publication. Se trouvaient également à cette rédaction : Anatoli Kouznetsov, Léonid Vladimirov, Mikhaïl Diomine, I. Eltsov, E. Shtein et A. Iakouchev. La publication de la première et unique édition de cette revue n'a eu lieu qu'en 1972, après la mort de Belinkov. C'est sa veuve qui s'est occupée de la réaliser.
L'ouvrage de Belinkov sur Iouri Olecha La Reddition et la mort de l'intellectuel soviétique paraît en 1976 en Occident, mais en Russie 21 ans plus tard seulement. Le roman Ébauche des sentiments et les livres écrits durant son enfermement au camp sont repris dans les archives du Service fédéral de sécurité de la fédération de Russie dans les années 1990 et ont été publiés.
Arkadi Belinkov meurt le 14 mai 1970 à New Haven dans le Connecticut aux États-Unis.

## Publications
- Arkadi Belinkov : Le poète et le gros (ru) (Аркадий Белинков. Поэт и толстяк. // Байкал, 1968 № 1. С. 103—109; № 2. С. 100—111.)
- Arkadi Belinkov : Revue le drapeau (ru) (Аркадий Белинков. Из архива // журнал «Знамя» 2000, № 2)

### Ouvrages
- Iouri Tynianov, Ecrivain soviétique Юрий Тынянов. — Moscou .: Советский писатель, 1961; 2-е изд. — 1965.
- La reddition et la mort de l'intellectuel soviétique. Iouri Olecha (Сдача и гибель советского интеллигента. Юрий Олеша,) Madrid , 1976; сокр. изд. — Moscou: РИК «Культура», 1997 (предисл. [Чудакова, Мариэтта Омаровна]).
- L'Ébauche des sentiments (Черновик чувств.) — Moscou.: Александр Севастьянов, 1996.
- La Russie et le diable (Россия и чёрт.) — Moscou.: Издательство журнала «Звезда», 2000.
- Arkadi Belinkov, Natalia Belinkova. Dispute avec le siècle. À deux voix (Распря с веком. В два голоса.) — Moscou.: [Новое литературное обозрение], 2008.